# William Morgan (traducteur de la Bible)
Pour les articles homonymes, voir William Morgan et Morgan.
William Morgan (1545 – 10 septembre 1604) est un prélat anglican gallois, évêque de Llandaff de 1595 à 1601 puis de St Asaph jusqu’à sa mort. 
Il est surtout connu comme premier traducteur de l'intégralité de la Bible en langue galloise. Y Beibl cyssegr-lan (en) est publiée en 1588. 
L'influence de sa traduction sur la langue galloise et sa littérature est profonde. C'est une traduction classique, avec un vocabulaire riche mais bien fondé, qui a joué un rôle capital dans la survie de la langue galloise.

## Sources
- (en) Cet article est partiellement ou en totalité issu de l’article de Wikipédia en anglais intitulé « William Morgan (Bible translator) » (voir la liste des auteurs).